# Edward Guggenheim
Edward Armand Guggenheim (* 11. August 1901 in Manchester; † 9. August 1970) war ein englischer Physikochemiker und Professor der Chemie an der University of Reading. Er ist vor allem durch seine Beiträge zur Thermodynamik bekannt.
Er besuchte die Charterhouse School und studierte an der Universität Cambridge mit Promotion (Sc. D.).
Guggenheim veröffentlichte 1933 das einflussreiche Lehrbuch „Modern Thermodynamics by the Methods of Willard Gibbs“. Von ihm stammt die Einteilung Thermodynamischer Potentiale im Guggenheim-Quadrat.
Er war von 1946 bis 1966 Professor der Chemie an der University of Reading. 1946 wurde er Fellow der Royal Society.

## Schriften
- Modern Thermodynamics by the Methods of Willard Gibbs, 1933
- mit Ralph Fowler: Statistical Thermodynamics, 1939
- Thermodynamics- an advanced treatment for chemists and physicists, 1949